# Station Kaarst IKEA
Station Kaarst IKEA (Duits: Bahnhof Kaarst IKEA) is een station in de plaats en gemeente Kaarst in de Duitse deelstaat Noordrijn-Westfalen. Het station ligt aan de lijn Neuss – Neersen. De naam van het station verwijst naar de nabijgelegen IKEA-winkel.

## Treinverbindingen
| Serie | Treinsoort         | Route | Bijzonderheden |
| ----- | ------------------ | --- | -------------- |
| S 28  | S-Bahn (Regiobahn) | Kaarster See – Kaarst Mitte/Holzbüttgen – Kaarst IKEA – Neuss Hbf – Düsseldorf Hbf – Neanderthal – Mettmann Stadtwald |                |